# Nordea Open 2022
Nordea Open 2022 byl společný tenisový turnaj mužského okruhu ATP Tour a ženského okruhu WTA 125K, hraný na otevřených antukových dvorcích s centrálním kurtem Båstad Tennis Stadium pro pět tisíc diváků. Konal se mezi 4. až 17. červencem 2022 ve švédském Båstadu jako 74. ročník mužského a 12. ročník ženského turnaje. Podruhé nesl název severské bankovní skupiny Nordea se sídlem v Helsinkách, která se v říjnu 2019 stala generálním partnerem.
Mužská polovina dotovaná 597 900 eury patřila do kategorie ATP Tour 250. Ženská část s rozpočtem 115 000 dolarů byla součástí série WTA 125K. Nejvýše nasazenými hráči v singlových soutěžích se stali pátý tenista žebříčku a obhájce Casper Ruud z Norska a po odstoupení Čengové světová čtyřiaosmdesátka Anna Karolína Schmiedlová ze Slovenska. Jako poslední přímý účastník do dvouhry nastoupil 67. tenista pořadí, Francouz Hugo Gaston.
V důsledku invaze Ruska na Ukrajinu na konci února 2022 řídící organizace tenisu ATP, WTA a ITF s grandslamy rozhodly, že ruští a běloruští tenisté mohli dále na okruzích startovat, ale do odvolání nikoli pod vlajkami Ruska a Běloruska.
První singlový titul na okruhu ATP Tour vybojoval 23letý Argentinec Francisco Cerúndolo. Premiérově se posunul do elitní světové třicítky, jíž v následném vydání žebříčku uzavíral. Mužskou čtyřhru ovládl brazilsko-španělský pár Rafael Matos a David Vega Hernández, jehož členové si na túře ATP připsali třetí společnou trofej. Premiérový triumf v sérii WTA 125 získala 27letá Čang Su-džong, která se stala první jihokorejskou vítězkou dvouhry turnaje organizovaného WTA od titulu I Dok-hui ve floridském Fort Myers v lednu 1982. Ženský debl vyhrála japonsko-švédská dvojice Misaki Doiová a Rebecca Petersonová, jejíž členky si odvezly první společnou trofej.

## Rozdělení bodů a finančních odměn

### Rozdělení bodů
| Soutěž       | Soutěž | vítězové | finalisté | semifinalisté | čtvrtfinalisté | 16 v kole | 32 v kole | Q  | Q2 | Q1 |
| ------------ | ------ | -------- | --------- | ------------- | -------------- | --------- | --------- | -- | -- | -- |
| dvouhra mužů | [ 2 ]  | 250      | 150       | 90            | 45             | 20        | 0         | 12 | 6  | 0  |
| čtyřhra mužů | [ 8 ]  | 250      | 150       | 90            | 45             | 0         | —         | —  | —  | —  |
| dvouhra žen  | [ 3 ]  | 160      | 95        | 57            | 29             | 15        | 1         | —  | —  | —  |
| čtyřhra žen  | [ 9 ]  | 160      | 95        | 57            | 29             | 1         | —         | —  | —  | —  |

### Finanční odměny
| Soutěž                                | Soutěž       | vítězové | finalisté | semifinalisté | čtvrtfinalisté | 16 v kole | 32 v kole | Q2      | Q1      |
| ------------------------------------- | ------------ | -------- | --------- | ------------- | -------------- | --------- | --------- | ------- | ------- |
| dvouhra mužů                          | [ 2 ] [ 10 ] | 81 310 € | 47 430 €  | 27 885 €      | 16 160 €       | 9 380 €   | 5 730 €   | 2 870 € | 1 565 € |
| dvouhra žen                           | [ 3 ]        | 15 000 $ | 8 500 $   | 6 000 $       | 4 000 $        | 2 400 $   | 1 300 $   | —       | —       |
| čtyřhra mužů                          | [ 8 ]        | 28 250 € | 15 110 €  | 8 860 €       | 4 950 €        | 2 920 €   | —         | —       | —       |
| čtyřhra žen                           | [ 9 ]        | 5 000 $  | 2 500 $   | 1 500 $       | 1 250 $        | 1 000 $   | —         | —       | —       |
| částka ve čtyřhrách je uvedena na pár |              |          |           |               |                |           |           |         |         |

## Dvouhra mužů

### Nasazení
| Stát                           | Hráč                  | ATP | Nasazení |
| ------------------------------ | --------------------- | --- | -------- |
| Norsko                         | Casper Ruud           | 6.  | 1.       |
|                                | Andrej Rubljov        | 8.  | 2.       |
| Argentina                      | Diego Schwartzman     | 15. | 3.       |
| Španělsko                      | Roberto Bautista Agut | 19. | 4.       |
| Španělsko                      | Pablo Carreño Busta   | 20. | 5.       |
| Gruzie                         | Nikoloz Basilašvili   | 26. | 6.       |
| Dánsko                         | Holger Rune           | 29. | 7.       |
| Argentina                      | Sebastián Báez        | 35. | 8.       |
| Žebříček ATP k 27. červnu 2022 |                       |     |          |

### Jiné formy účasti
Následující hráčí obdrželi divokou kartu do hlavní soutěže:
- Lorenzo Musetti
- Stan Wawrinka
- Elias Ymer

Následující hráč nastoupil do hlavní soutěže pod žebříčkovou ochranou:
- Dominic Thiem

Následující hráči postoupili z kvalifikace:
- Federico Delbonis
- Tomás Martín Etcheverry
- Marc-Andrea Hüsler
- Pedro Sousa

Následující hráč postoupil z kvalifikace jako šťastný poražený:
- Fabio Fognini

### Odhlášení
před zahájením turnaje
- Filip Krajinović → nahradil jej  Hugo Gaston
- Pedro Martínez → nahradil jej  Daniel Altmaier
- Alex Molčan → nahradil jej  Laslo Djere
- Oscar Otte → nahradil jej  Federico Coria
- Arthur Rinderknech → nahradil jej  Fabio Fognini

## Mužská čtyřhra

### Nasazení
| Stát                                                                                    | Hráč            | Stát       | Hráč                 | ATP | Nasazení |
| --------------------------------------------------------------------------------------- | --------------- | ---------- | -------------------- | --- | -------- |
| Indie                                                                                   | Rohan Bopanna   | Nizozemsko | Matwé Middelkoop     | 47. | 1.       |
| Itálie                                                                                  | Simone Bolelli  | Itálie     | Fabio Fognini        | 57. | 2.       |
| Kazachstán                                                                              | Andrej Golubjev | Argentina  | Máximo González      | 74. | 3.       |
| Brazílie                                                                                | Rafael Matos    | Španělsko  | David Vega Hernández | 82. | 4.       |
| Žebříček ATP k 27. červnu 2022; číslo je součtem žebříčkového postavení obou členů páru |                 |            |                      |     |          |

### Jiné formy účasti
Následující páry obdržely divokou kartu do hlavní soutěže:
- Filip Bergevi /  Łukasz Kubot
- Leo Borg /  Elias Ymer

### Odhlášení
před zahájením turnaje
- Harri Heliövaara /  Emil Ruusuvuori → nahradili je   Aslan Karacev /  Philipp Oswald
- Nikola Ćaćić /  Filip Krajinović → nahradili je  Nikola Ćaćić /  Oleksandr Nedověsov
- Pedro Martínez /  Albert Ramos-Viñolas → nahradili je  Marc-Andrea Hüsler /   Pavel Kotov
- Kevin Krawietz /  Andreas Mies → nahradili je  Francisco Cerúndolo /  Tomás Martín Etcheverry

## Ženská dvouhra

### Nasazení
| Stát                           | Hráčka                    | WTA  | Nasazení |
| ------------------------------ | ------------------------- | ---- | -------- |
| Čína                           | Čeng Čchin-wen            | 52.  | 1.       |
| Slovensko                      | Anna Karolína Schmiedlová | 84.  | 2.       |
| Francie                        | Clara Burelová            | 95.  | 3.       |
| Švédsko                        | Rebecca Petersonová       | 96.  | 4.       |
| Maďarsko                       | Panna Udvardyová          | 100. | 5.       |
| USA                            | Lauren Davisová           | 102. | 6.       |
| Japonsko                       | Misaki Doiová             | 108. | 7.       |
|                                | Kamilla Rachimovová       | 109. | 8.       |
| Žebříček WTA k 27. červnu 2022 |                           |      |          |

### Jiné formy účasti
Následující hráčky obdržely divokou kartu do hlavní soutěže:
- Jacqueline Cabajová Awadová
- Caijsa Hennemannová
- Kajsa Rinaldová Perssonová
- Lisa Zaarová

Následující hráčka nastoupila pod žebříčkovou ochranou:
- Varvara Flinková

Následující hráčky nastoupily jako náhradnice:
- Peangtarn Plipuečová
- Olivia Tjandramuliová

### Odhlášení
před zahájením turnaje
- Kateryna Baindlová → nahradila ji  Malene Helgøová
- Magdalena Fręchová → nahradila ji  Grace Minová
- Anna Kalinská → nahradila ji  Čang Su-džong
- Katarzyna Kawaová → nahradila ji  Renata Zarazúová
- Marta Kosťuková → nahradila ji  Anastasia Kulikovová
- Danka Kovinićová → nahradila ji  Valentini Grammatikopoulou
- Aleksandra Krunićová → nahradila ji  Katarina Zavacká
- Claire Liuová → nahradila ji  Louisa Chiricová → nahradila ji  Peangtarn Plipuečová
- Nuria Párrizasová Díazová → nahradila ji  İpek Özová
- Čeng Čchin-wen → nahradila ji  Olivia Tjandramuliová

## Ženská čtyřhra

### Nasazení
| Stát                                                                                    | Hráčka           | Stát      | Hráčka               | WTA  | Nasazení |
| --------------------------------------------------------------------------------------- | ---------------- | --------- | -------------------- | ---- | -------- |
| Japonsko                                                                                | Miju Katová      | Indonésie | Aldila Sutjiadiová   | 163. | 1.       |
| USA                                                                                     | Ingrid Neelová   | Thajsko   | Peangtarn Plipuečová | 214. | 2.       |
| Maďarsko                                                                                | Panna Udvardyová | Česko     | Renata Voráčová      | 224. | 3.       |
| Česko                                                                                   | Anastasia Dețiuc | Česko     | Miriam Kolodziejová  | 289. | 4.       |
| Žebříček WTA k 27. červnu 2022; číslo je součtem žebříčkového postavení obou členů páru |                  |           |                      |      |          |

### Jiné formy účasti
Následující pár obdržel divokou kartu do hlavní soutěže:
- Kajsa Rinaldová Perssonová /  Lisa Zaarová

## Přehled finále

### Mužská dvouhra
- Francisco Cerúndolo vs.  Sebastián Báez, 7–6(7–4), 6–2

### Ženská dvouhra
- Čang Su-džong vs.  Rebeka Masarová, 3–6, 6–3, 6–11

### Mužská čtyřhra
- Rafael Matos /  David Vega Hernández vs.  Simone Bolelli /  Fabio Fognini, 6–4, 3–6, [13–11]

### Ženská čtyřhra
- Misaki Doiová /  Rebecca Petersonová vs.  Mihaela Buzărnescuová /   Irina Chromačovová, bez boje